# (33286) 1998 KA
1998 KA (asteroide 33286) é um asteroide da cintura principal. Possui uma excentricidade de 0.11309390 e uma inclinação de 3.64488º.
Este asteroide foi descoberto no dia 16 de maio de 1998 por Frank B. Zoltowski em Woomera.